# Up and Down
Pour plus de détails, voir Fiche technique et Distribution.
Up and Down (A Long Way Down) est une comédie noire britannico-allemande de Pascal Chaumeil sortie en 2014. 

## Synopsis
Quatre personnes se rencontrent le soir du réveillon de la Saint-Sylvestre sur un toit d'un immeuble pour se suicider et forment une famille de substitution pour aider les uns les autres dans leurs difficultés.

## Fiche technique
- Titre original : A Long Way Down
- Titre français : Up and Down
- Réalisation : Pascal Chaumeil
- Scénario : Jack Thorne, d’après Vous descendez ? de Nick Hornby
- Direction artistique : Chris Oddy
- Décors : Gerard Bryan
- Costumes : Odile Dicks-Mireaux
- Photographie : Ben Davis
- Montage : Chris Gill et Barney Pilling
- Musique : Dario Marianelli
- Production : Finola Dwyer et Amanda Posey
- Sociétés de production : DCM Productions, Film Four et Wildgaze Films
- Société de distribution : Lions Gate Film (Royaume-Uni)
- Pays d’origine :  Royaume-Uni,  Allemagne
- Langue originale : anglais
- Format : couleur - 35 mm - 2,35:1
- Genre : comédie noire
- Durée : 96 minutes
- Dates de sortie :
  - Allemagne : février 2014 (Berlinale 2014)
  - Royaume-Uni : 7 mars 2014
  - France : 18 janvier 2016 (sorti directement en DVD)

## Distribution
- Pierce Brosnan (VF : Emmanuel Jacomy) : Martin Sharp
- Toni Collette (VF : Brigitte Berges) : Maureen
- Imogen Poots (VF : Karine Foviau) : Jess Crichton
- Aaron Paul (VF : Alexandre Gillet) : J. J.
- Sam Neill (VF : Guy Chapelier) : Chris Crichton, le père de Jess
- Rosamund Pike (VF : Laura Blanc) : Penny
- Tuppence Middleton (VF : Caroline Victoria) : Kathy
- Zara White : Shanay
- Joe Cole : Chas
- Josef Altin : Matty
- Diana Kent (en) : Hope
- Leo Bill : Dr Stephens

 Source et légende : version française (VF) sur RS Doublage et selon le carton du doublage français sur le DVD zone 2.

## Distinctions
- Berlinale 2014 : sélection « Berlinale Special »